# 瑞士比利·简·金杯代表队
瑞士比利·简·金杯代表队是代表瑞士参加女子网球世界杯比利·简·金杯（以前称为联合会杯）的队伍，由瑞士网球联合会负责组织管理和参赛。瑞士队在2022年成功夺冠，并在1998年和2020-21年的两届比赛中获得亚军。